# SW26010
SW26010 - 260-ядерний процесор, спроектований китайським «Національним центром з проектування високопродуктивних інтегральних мікросхем» в Шанхаї. У процесорі реалізована 64-бітова RISC-мікроархітектура ShenWei, розроблена в Китаї. SW26010 складається з 4 груп (званих кластерами) по 64 «обчислювально-процесорних елемента» (англ. compute-processing elements, CPE), розташованих у вигляді матриці 8 × 8 елементів. CPE виконують SIMD-інструкції і можуть виконувати за один цикл 8 операцій над числами з рухомою комою одинарної точності. Кожен кластер супроводжується більш традиційним ядром загального призначення, званим «керувальним процесорним елементом» (англ. management processing element, MPE), і забезпечує функції моніторингу та управління. Кожен кластер має свій власний контролер пам'яті DDR3 SDRAM і банк пам'яті (англ. Memory bank) зі своїм власним адресним простором. Процесор працює з тактовою частотою 1,45 ГГц.
Кожен CPE має внутрішню надоперативну пам'ять (англ. Scratchpad memory) розміром 64 Кб для даних і 16 КБ для інструкцій, які поєднуються за допомогою «мережі-на-кристалі» (англ. Network on a chip), замість традиційної ієрархії кеш-пам'яті (англ. Cache hierarchy). MPE має більш традиційну схему з 32 Кб кеш-пам'яті 1-го рівня для даних і інструкцій і 256 Кб кеш-пам'яті 2-го рівня. Мережа-на-кристалі з'єднана з єдиним внутрішньосистемним інтерфейсом, який з'єднує мікросхему із зовнішнім світом.
SW26010 застосовуються в суперкомп'ютері Sunway TaihuLight, який з листопада 2016 по 8 червня 2018 року займав 1-е місце по продуктивності в рейтингу TOP500. В Sunway TaihuLight використовується 40 960 процесорів SW26010, продуктивність в тесті LINPACK benchmarks досягає 93,01 PFLOPS.